# Provincia de Chucuito

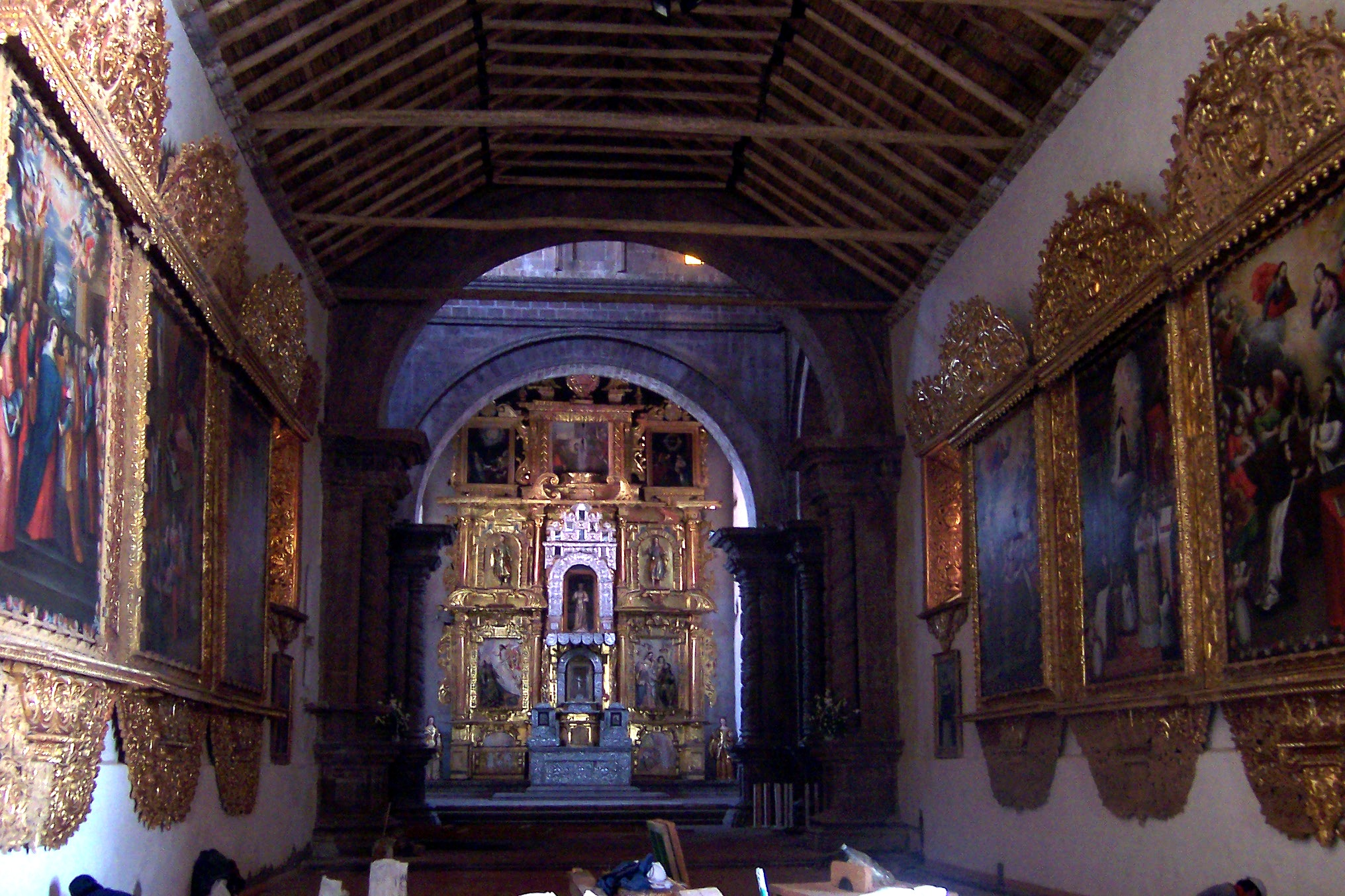
Interior de la iglesia de San Juan de Letrán en Juli

La provincia de Chucuito es una de las trece que conforman el departamento de Puno en el sur del Perú.
Limita por el norte con la provincia de Yunguyo y el lago Titicaca, por el este con la provincia de Yunguyo y Bolivia, por el oeste con la provincia de El Collao y por el sur con el departamento de Tacna.  
Desde el punto de vista jerárquico de la Iglesia católica, forma parte de la prelatura de Juli, sufragánea de la arquidiócesis de Arequipa.

## Historia
La fundación española de Juli se dio por los Legionarios Dominicos un 2 de abril de 1565 la misma que se encuentra entre los 3840 y los 4000 m s. n. m. Juli, denominada la Gran Roma de América, es la capital de la provincia de Chucuito a una hora y diez minutos de Puno (82 km), es un bello y atrayente rincón de renovada simpatía para el turismo nacional y extranjero. Se encuentra junto al lago Titicaca, cuenta con un embarcadero internacional, su actividad comercial es activa todo el año, se intensifica en los días de la feria comercial: domingo y miércoles de cada semana.
Juli tiene una herencia cultural de diez mil años de antigüedad. Sus testimonios son múltiples, desde el arte parietal hasta monumentos de piedra de las culturas Sillumocco, Tianhuanaco, Lupi Jaki o Lupacas e inca. Parte de esta herencia está representada por estelas, monolitos, murallas y chullpas, como también los templos de San Ildelfonso, hoy Santa Cruz de Jerusalén; Santa María la Mayor, hoy la Asunción de Nuestra Señora; el Templo de San Juan Bautista, conocido como San Juan de Letran, y el de Santo Tomás de Aquino, conocido como San Pedro Mártir. 
En este confín, existe una riqueza cultural que es inalcanzable en describir cada una de ellas, siendo la principal la tradicional karapulis, quena quenas, que cada 14 de septiembre se celebra, en donde el participante toca su quena vestido con cubierta de piel de tigre. Se conoce que desde 1826 se práctica esta danza costumbrista acompañada de bulliciosos kusillos, también conocida como Orko Fiesta. Participan los incas, quienes realizan rituales de peleas con fuertes chicotes, lanzan naranjas e higo que pronostican que habrá papas y chuño (papa deshidratada), las demás comunidades campesinas realizan rituales de siembra para obtener abundante cosecha.

## Geografía
La provincia abarca una extensión de 3978,13 km² y tiene una población aproximada de 111 000 habitantes. La población estimada en el año 2000 era de 95 736 habitantes.

## División administrativa
La provincia se divide en siete distritos:
1. Juli
2. Desaguadero
3. Huacullani
4. Kelluyo
5. Pisacoma
6. Pomata
7. Zepita

## Capital
La capital es la ciudad de Juli, situada sobre los 3868 m s. n. m.

## Autoridades

### Regionales
- Consejeros regionales
  - 2019-2022[3]

  1. Domingo Quispe Tancara (Movimiento de Integración por el Desarrollo Regional, Mi Casita)
  2. Freddy Efraín Rivera Cutipa (Frente Amplio para el Desarrollo del Pueblo)

### Municipales
- 2019-2022[3]
  - Alcalde: Justo Apaza Delgado, de Frente Amplio para el Desarrollo del Pueblo.
  - Regidores:

  1. Erasmo Quispe Illacutipa (Frente Amplio para el Desarrollo del Pueblo)
  2. Herminia Apaza Canaza (Frente Amplio para el Desarrollo del Pueblo)
  3. Lucio Zapana Condori (Frente Amplio para el Desarrollo del Pueblo)
  4. Edilberto Ramos Choque (Frente Amplio para el Desarrollo del Pueblo)
  5. Bartolomé Chanini Tito (Frente Amplio para el Desarrollo del Pueblo)
  6. Rafael Sandoval Fernández (Frente Amplio para el Desarrollo del Pueblo)
  7. Obed Isai Espinoza Castillo (Frente Amplio para el Desarrollo del Pueblo)
  8. Primo Feliciano Ramírez Collatupa (Movimiento de Integración por el Desarrollo Regional, Mi Casita)
  9. Víctor Rafael Velazco García (Poder Andino)
  10. Justo Vilca Velázquez (El Frente Amplio por Justicia, Vida y Libertad)
  11. Wile Mamani Copa (Gestionando Obras y Oportunidades con Liderazgo)

### Policiales
- Comisaría de Juli
  - Comisario: Alférez PNP Peter P. Ramos Arévalo

## Educación

### Instituciones educativas
I. E. S. E. TELESFORO CATACORA
I. E. S. MARIA ASUNCIÓN GALINDO

## Festividades
Su fiesta patronal se realiza el 8 de diciembre de cada año, su patrona es la Virgen Inmaculada Concepción.
También se festeja a la Virgen de la Asunción; la Fiesta de San Bartolomé, que ha tomado relevancia; la Orko Fiesta, Fiesta de Machos, cada 14 de septiembre, y los acogedores carnavales. 